# 10988 Feinstein
10988 Feinstein è un asteroide della fascia principale. Scoperto nel 1968, presenta un'orbita caratterizzata da un semiasse maggiore pari a 2,2796758 UA e da un'eccentricità di 0,2593151, inclinata di 24,04909° rispetto all'eclittica.